# Dystonie
Bei der Dystonie (altgriechisch δύς- dys-, deutsch ‚schlecht‘, ‚falsch‘; τόνος tonos, deutsch ‚Spannung‘) handelt es sich um eine Gruppe von Bewegungsstörungen, deren neurologischer Ursprung in den motorischen Zentren im Gehirn liegt. Sie wird zu den extrapyramidalen Hyperkinesien  gerechnet. Meist äußern sich Dystonien in Verkrampfungen und Fehlhaltungen, z. B. des Kopfes (Torticollis). Zur Therapie wird u. a. Botulinumtoxin angewendet.
Die hier beschriebene Dystonie hat nichts mit der vegetativen Dystonie zu tun.

## Arten der Dystonie
Zu den Dystonien gehören die Athetosen, Tremor, Ballismus und Chorea. Unterscheiden kann man außerdem nach Ausbreitungsgrad zwischen fokalen (nur eine Körperregion betroffen), segmentalen (mehr als eine Körperregion betroffen) und generalisierten (der ganze Körper betroffen) Dystonien. Weiterhin wird unterschieden zwischen primären idiopathischen Dystonien (ohne erkennbare Ursache, dazu gehören alle erblichen Dystonien) und sekundären Dystonien mit bestimmter Ursache (z. B. schwere Verletzung). Bei einer Hemidystonie ist nur eine Körperseite betroffen und die Symptome sind nicht lokal.
Dystonien sind von den Betroffenen nicht unterdrückbar. Oft existiert aber das Phänomen einer geste antagoniste (‚gegenwirkende Geste‘; französisch), bei dem z. B. ein Antippen des Kinns oder eine Berührung der Haut die Symptomatik mildert.
Diagnostisch sind kurzdauernde Dystonien oft leicht mit Tics zu verwechseln. Bei letzteren beschreiben die Betroffenen eine Art Spannungsgefühl, das sie dazu zwingt, eine Bewegung auszuführen, die kurzfristig aber auch unterdrückt werden kann.

## Genetische Ursachen
Es wurde beschrieben, dass das Gen THAP1 (Synonym DYT6, Dystonia 6) eine Rolle bei erblich bedingten Bewegungsstörungen, einschließlich Muskelkontraktionen, spielt. THAP1 steht für Thanatos-associated [THAP] domain-containing apoptosis-associated protein 1 (THAP1) und ist ein DNA bindendes Protein, welches mit dem Protein PAWR/PAR-4 interagiert, das eine Rolle bei der Apoptose spielt. Die erblich bedingte Idiopathische Torsionsdystonie (vgl. dazu Ziehen-Oppenheim-Syndrom) wird auch als Dystonia musculorum deformans bezeichnet.

## Anatomische Ursachen
Die Ursache von Dystonien liegt in einer Störung der Regulation der unbewussten Motorik im Bereich der Basalganglien im Gehirn. Besonders der Globus pallidus internus scheint eine Rolle zu spielen (vgl. Morbus Parkinson). In den meisten Fällen werden keine erblichen Zusammenhänge festgestellt. Beim Hemispasmus facialis wird der Nervus facialis innerhalb des Schädels durch eine Arterienschlinge eingeengt.

## Beispiele

Patient mit Symptomen einer Dystonie

- Die zervikale Dystonie oder der Torticollis spasmodicus, die sich in einer Fehlhaltung des Kopfes äußert.
- Der Blepharospasmus, auch Lidkrampf oder Blinzeltic genannt, der zu unkontrollierbarem Blinzeln führt. In schweren Fällen werden Betroffene funktionell blind.
- Die oromandibuläre Dystonie, die die Mundpartie und den Kauapparat befällt. Betroffenen fällt es schwer zu essen.
- Die spasmodische Dysphonie, die auch Stimmkrampf genannt wird. Betroffene sprechen verhaucht oder gepresst und werden kaum mehr verstanden.
- Die Gliederdystonie, die als Schreibkrampf, Musikerkrampf oder Fußdystonie auftreten kann. In allen Fällen führt sie zu einer Verkrampfung der Glieder, die es Betroffenen unmöglich macht zu schreiben, zu musizieren oder zu gehen.
- Das Segawa-Syndrom, welches durch Stellungsanomalien der Beine gekennzeichnet ist und durch einen Gendefekt auf dem Chromosom 14 hervorgerufen wird.
- Die okulogyre Krise, bei welcher sich die Augäpfel der Betroffenen -üblicherweise- nach oben drehen.

## Therapie
Die Therapie erfolgt bei begrenzter Ausdehnung der Dystonien oft durch lokale Injektionen von Botulinumtoxin (meist Serotyp A). Die Wirkung setzt nach drei bis sieben Tagen langsam ein und erreicht nach drei Wochen ihren Höhepunkt. Die Injektionen müssen jeweils im Abstand von Wochen bis Monaten wiederholt werden, wobei bei manchen Patienten die Wirkung abnimmt. In diesem Fall kann die Dosis bis zu einer gewissen Grenze gesteigert oder auf Serotyp 2 umgestiegen werden. Bei fortgeschrittener Resistenz oder ausgedehnten Dystonien setzt die maximal applizierbare Dosis der Therapie eine Grenze; eine mögliche Nebenwirkung ist z. B. Mundtrockenheit.
Andere Medikamente, die hier therapeutische Anwendung finden, sind Anticholinergika. Die Ausschaltung der betroffenen Muskeln kann auch operativ erfolgen, indem die entsprechenden – allerdings später wieder nachwachsenden – Nervenfasern durchtrennt werden.
Die Tiefe Hirnstimulation ist eine zugelassene Therapie zur Behandlung von Dystonien und wird meist angewendet, wenn die Therapie mit Botulinumtoxin nicht mehr ausreichend oder unwirksam ist. Hierbei werden Regionen des Gehirns durch ein Implantat elektrisch stimuliert, wodurch sich die Bewegungsabläufe verbessern können.